# Ejido de Dolores
Ejido de Dolores är en småstad i kommunen Temoaya i delstaten Mexiko i Mexiko. Samhället hade 2 774 invånare vid folkräkningen 2020.